# 乳头百合
乳头百合（学名：Lilium papilliferum）为百合科百合属下的一个种。

## 扩展阅读
- 維基物種上的相關：乳头百合